# Trespassing
Trespassing es el segundo álbum de estudio de Adam Lambert. El álbum fue lanzado el 15 de mayo de 2012. Originalmente programada para el 20 de marzo de 2012, el álbum se retrasó durante dos meses con el fin de agregar más canciones y colaboraciones. A finales de marzo, junto con el estreno de fragmentos de cuatro canciones del álbum, Lambert anunció en Twitter que el álbum sería lanzado el 15 de mayo de 201]. Lambert es el productor ejecutivo de Trespassing, así como un escritor principal. En su primera semana, Trespassing debutó en el #1 en el Billboard 200, convirtiéndose en el primer artista abiertamente gay de hacerlo en la historia, y la venta de casi 78 000 álbumes en los EE. UU.. En Canadá, el álbum debutó en el #1 en ventas de 7300 copias.

## Compositores
Las colaboraciones en este álbum han sido de Pharrell Williams, Dr. Luke, Claude Kelly, Benny Blanco, Bonnie McKee, Nile Rodgers, Sam Sparro, Bruno Mars, Emanuel Kiriakou, Nikka Costa, Lester Mendez y BC Jean.

## Recepción crítica
Trespassing recibió críticas generalmente favorables de los críticos de música en su lanzamiento. En Metacritic, que asigna una calificación normalizada de 100 a las críticas de los críticos principales, el álbum recibió un promedio de 80 puntos basado en 5 opiniones, lo que indica en general críticas favorables.

## Sencillos
El primer sencillo de Trespassing es Better Than I Know Myself, que fue lanzado el 20 de diciembre de 2011.
Después del rumor de que "Cuckoo" sería el segundo sencillo del álbum, Adam anuncia en su página web el 11 de abril de 2012 que el segundo sencillo será "Never Close Our Eyes" canción escrita por Bruno Mars para el álbum, en dicha página Adam muestra la foto del sencillo la cual se le ve con una chaqueta y unas gafas oscuras. También se puede escuchar el sencillo completo antes de su lanzamiento oficial el 17 de abril de 2012. El 8 de septiembre de 2012, Adam elige a "Trespassing" como el tercer sencillo promocional del álbum, lanzando en 5 de octubre el vídeo con la letra en su cuenta VEVO.

## Lista de canciones
| N.º | Título                                        | Escritor(es)                                                            | Producer(s)                        | Duración |  |
| 1.  | «Trespassing»                                 | Adam Lambert, Pharrell Williams                                         | P. Williams                        | 3:29     |  |
| 2.  | «Cuckoo»                                      | Lambert, Oliver Goldstein, Bonnie McKee, Josh Abraham, Anne Preven      | Abraham, Oligee, U-Tern (add.)     | 3:02     |  |
| 3.  | «Shady» (featuring Nile Rodgers & Sam Sparro) | Lambert, Lester Mendez, Sparro                                          | Lester Mendez                      | 2:58     |  |
| 4.  | «Never Close Our Eyes»                        | Bruno Mars, Philip Lawrence & Ari Levine, Lukasz Gottwald, Henry Walter | Dr. Luke, Cirkut, The Smeezingtons | 4:08     |  |
| 5.  | «Kickin' In»                                  | Lambert, P. Williams                                                    | P. Williams                        | 3:16     |  |
| 6.  | «Naked Love»                                  | Benjamin Levin, Ammar Malik, Dan Omelio, Goldstein, Abraham             | Abraham, Oligee                    | 3:22     |  |
| 7.  | «Pop That Lock»                               | Lambert, Josh Crosby, Lesley Roy, Robert Marvin, Nate Campany           | Robert Marvin, Crosby              | 3:15     |  |
| 8.  | «Better Than I Know Myself»                   | Gottwald, Joshua Coleman, Claude Kelly, Walter                          | Dr. Luke, Cirkut, Ammo             | 3:36     |  |
| 9.  | «Broken English»                              | Lambert, Mendez, Sparro                                                 | Mendez                             | 3:37     |  |
| 10. | «Underneath»                                  | Lambert, Crosby, Catt Gravitt, Tom Shapiro                              | Crosby, Robert Marvin              | 4:08     |  |
| 11. | «Chokehold»                                   | Lambert, Goldstein, McKee, Abraham                                      | Abraham, Oligee                    | 3:50     |  |
| 12. | «Outlaws of Love»                             | Lambert, Rune Westberg, BC Jean                                         | Westberg                           | 3:51     |  |

| Deluxe edition additional tracks |             |                                                              |                                     |          |  |
| N.º                              | Título      | Escritor(es)                                                 | Producer(s)                         | Duración |  |
| 13.                              | «Runnin'»   | Lambert, David Marshall, Fred Williams, Catt Gravitt, Marvin | Robert Marvin, Fred Williams (add.) | 3:48     |  |
| 14.                              | «Take Back» | Lambert, busbee                                              | busbee, J. Bonilla                  | 3:12     |  |
| 15.                              | «Nirvana»   | Lambert, Abraham, Goldstein, Stephen Wrabel                  | Abraham, Oligee                     | 4:22     |  |

| UK additional tracks |                |                             |              |          |  |
| N.º                  | Título         | Escritor(es)                | Producer(s)  | Duración |  |
| 16.                  | «By the Rules» | Lambert, Virginia Blackmore | Aeon Manahan |          |  |
| 17.                  | «Map»          | Lambert                     |              |          |  |

| Japan additional track |                |                    |              |          |  |
| N.º                    | Título         | Escritor(es)       | Producer(s)  | Duración |  |
| 16.                    | «By the Rules» | Lambert, Blackmore | Aeon Manahan |          |  |

| France additional track |              |              |             |          |  |
| N.º                     | Título       | Escritor(es) | Producer(s) | Duración |  |
| 16.                     | «Playground» |              |             |          |  |

## Posicionamiento
| Listas (2012)                   | Posición |
| ------------------------------- | -------- |
| Australian Albums Chart         | 10       |
| Austrian Albums Chart           | 28       |
| Belgian Albums Chart (Flanders) | 64       |
| Belgian Albums Chart (Wallonia) | 132      |
| Canadian Albums Chart           | 1        |
| Danish Albums Chart             | 10       |
| Dutch Albums Chart              | 30       |
| Finnish Albums Chart            | 2        |
| German Albums Chart             | 28       |
| Hungarian Albums Chart          | 1        |
| New Zealand Albums Chart        | 4        |
| Norwegian Albums Chart          | 32       |
| Portuguese Albums Chart         | 19       |
| Swedish Albums Chart            | 20       |
| Swiss Albums Chart              | 35       |
| U.S. Billboard 200              | 1        |

### Sucesión en listas
| Predecesor: 21 de Adele                            | Canadian Albums Chart — Álbum número uno 26 de mayo de 2012 — 2 de junio de 2012 | Sucesor: Born and Raised de John Mayer |
| Predecesor: Blown Away de Carrie Underwood         | Billboard 200 — Álbum número uno 26 de mayo de 2012 — 2 de junio de 2012         | Sucesor: Born and Raised de John Mayer |
| Predecesor: Neck of the Woods de Silversun Pickups | Digital Albums — Álbum número uno 26 de mayo de 2012 — 2 de junio de 2012        | Sucesor: Born and Raised de John Mayer |